# Усечённый октаэдр
Усечённый окта́эдр — полуправильный многогранник (архимедово тело) с 14 гранями, составленный из 6 квадратов и 8 правильных шестиугольников.
В каждой из его 24 одинаковых вершин сходятся две шестиугольных грани и одна квадратная. Телесный угол при вершине равен в точности {\displaystyle \pi .}
Усечённый октаэдр имеет 36 рёбер равной длины. При 12 рёбрах (между двумя шестиугольными гранями) двугранные углы равны {\textstyle \arccos \left(-{\frac {1}{3}}\right)\approx 109{,}47^{\circ },} как в октаэдре; при 24 рёбрах (между квадратной и шестиугольной гранями) {\textstyle \arccos \left(-{\frac {\sqrt {3}}{3}}\right)\approx 125{,}26^{\circ },} как в кубооктаэдре.
Усечённый октаэдр можно получить из обычного октаэдра, «срезав» с того 6 квадратных пирамид, — либо как пересечение имеющих общий центр октаэдра и куба.
Усечённый октаэдр иногда называют многогранником Кельвина.

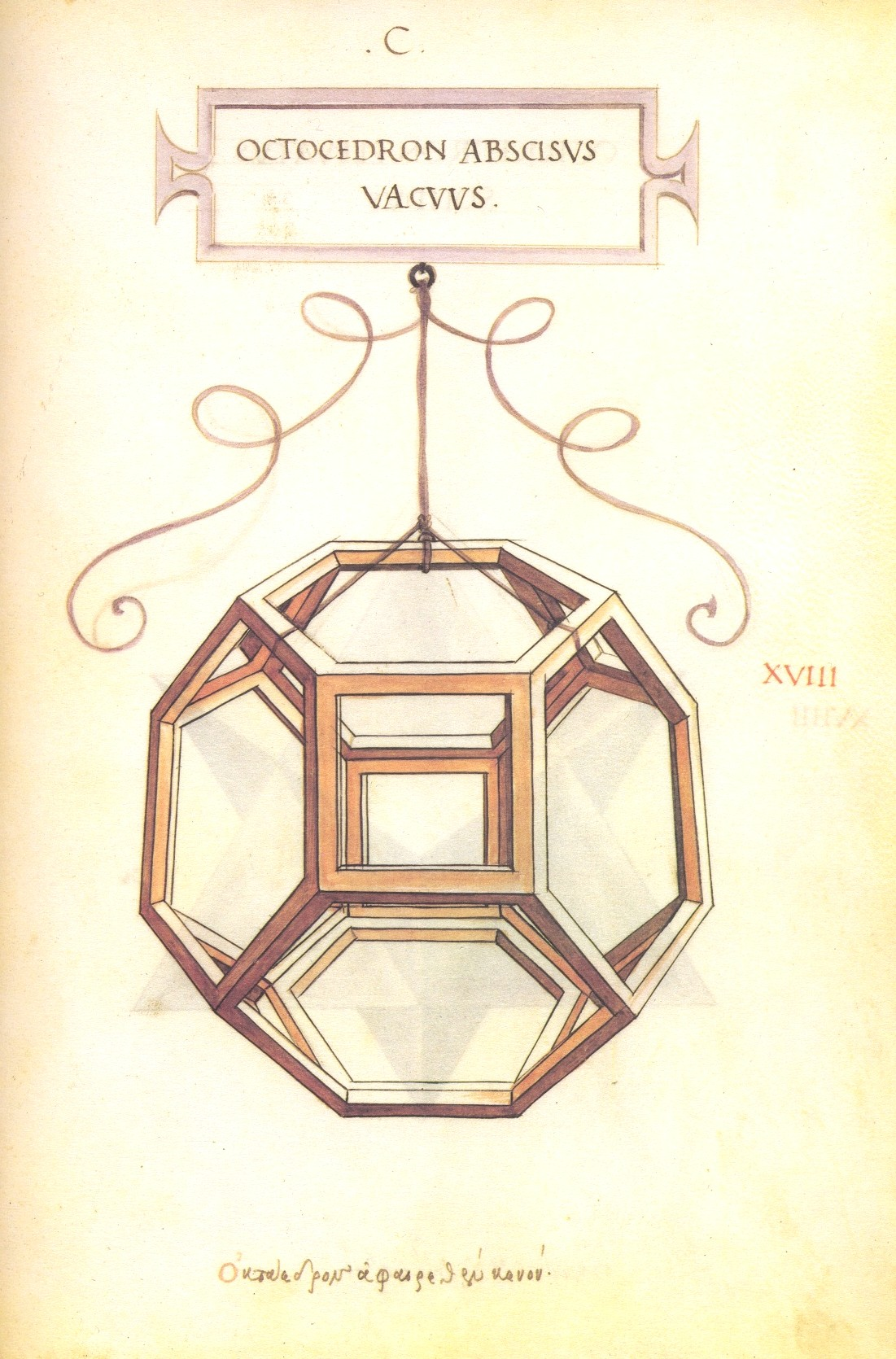
Иллюстрация Леонардо да Винчи для трактата Луки Пачоли «О божественной пропорции» (1509)

## В координатах
Усечённый октаэдр с длиной ребра {\textstyle {\sqrt {2}}} можно расположить в декартовой системе координат так, чтобы координаты его вершин были всевозможными перестановками чисел {\textstyle (0;\;\pm 1;\;\pm 2).}
Начало координат {\textstyle (0;\;0;\;0)} будет при этом центром симметрии многогранника, а также центром его описанной и полувписанной сфер.

## Метрические характеристики
Если усечённый октаэдр имеет ребро длины {\displaystyle a}, его площадь поверхности и объём выражаются как
{\displaystyle S=6\left(1+2{\sqrt {3}}\right)a^{2}\approx 26{,}7846097a^{2},}
{\displaystyle V=8{\sqrt {2}}\;a^{3}\approx 11{,}3137085a^{3}.}
Радиус описанной сферы (проходящей через все вершины многогранника) при этом будет равен
{\displaystyle R={\frac {\sqrt {10}}{2}}\;a\approx 1{,}5811388a;}
радиус полувписанной сферы (касающейся всех рёбер в их серединах) —
{\displaystyle \rho ={\frac {3}{2}}\;a=1{,}5a.}
Вписать в усечённый октаэдр сферу — так, чтобы она касалась всех граней, — невозможно. Радиус наибольшей сферы, которую можно поместить внутри усечённого октаэдра с ребром {\displaystyle a} (она будет касаться только всех шестиугольных граней в их центрах), равен
{\displaystyle r_{6}={\frac {\sqrt {6}}{2}}\;a\approx 1{,}2247449a.}
Расстояние от центра многогранника до любой квадратной грани превосходит {\displaystyle r_{6}} и равно
{\displaystyle r_{4}={\sqrt {2}}\;a\approx 1{,}4142136a.}

## Заполнение пространства
С помощью усечённых октаэдров можно замостить трёхмерное пространство без промежутков и наложений.

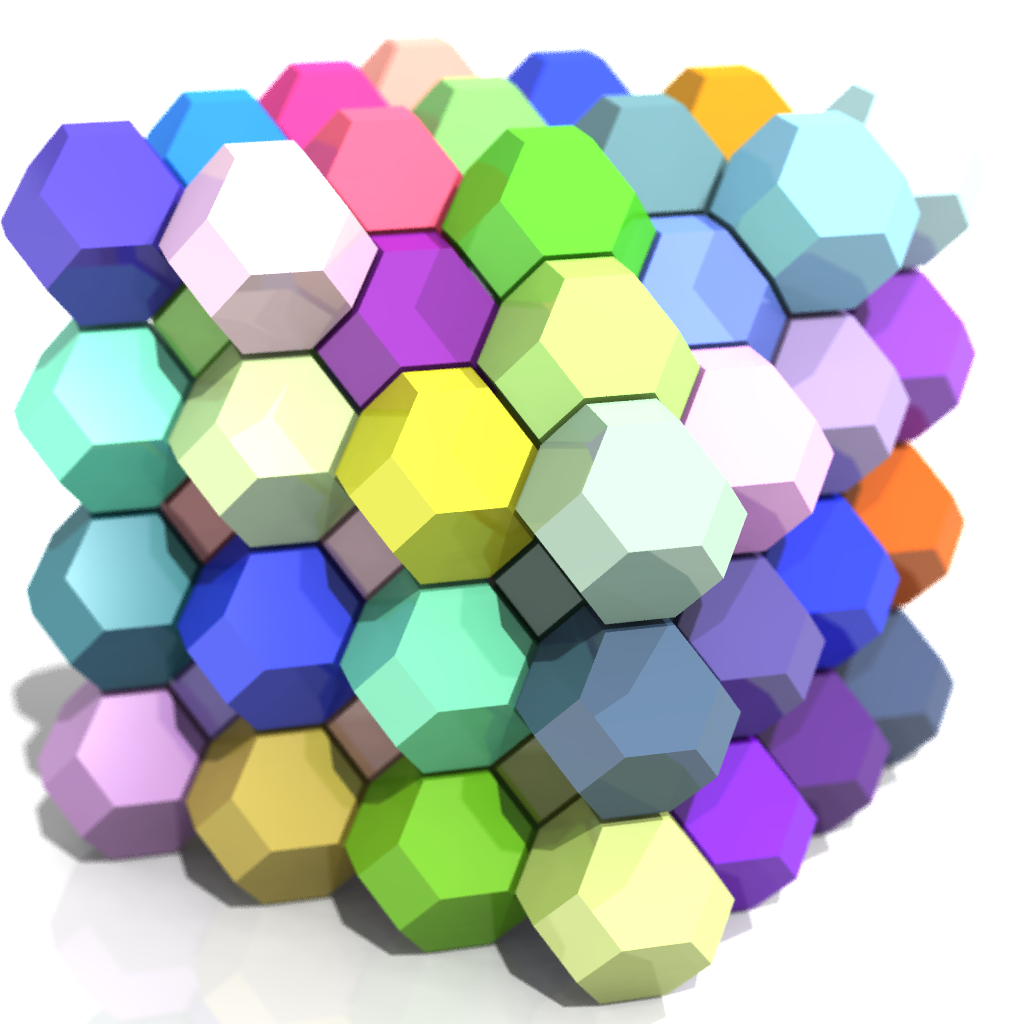
Фрагмент заполнения
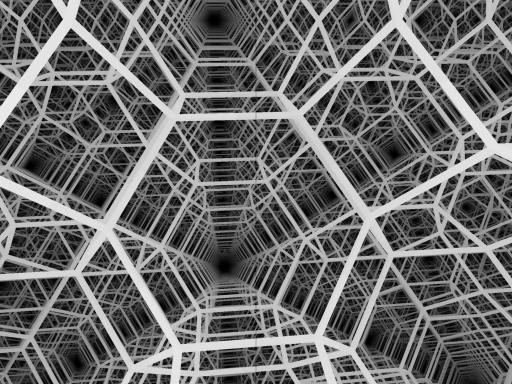
Рёберная модель

Кроме того, пространство можно замостить усечёнными октаэдрами вместе с усечёнными кубооктаэдрами и кубами; вместе с усечёнными тетраэдрами и кубооктаэдрами.

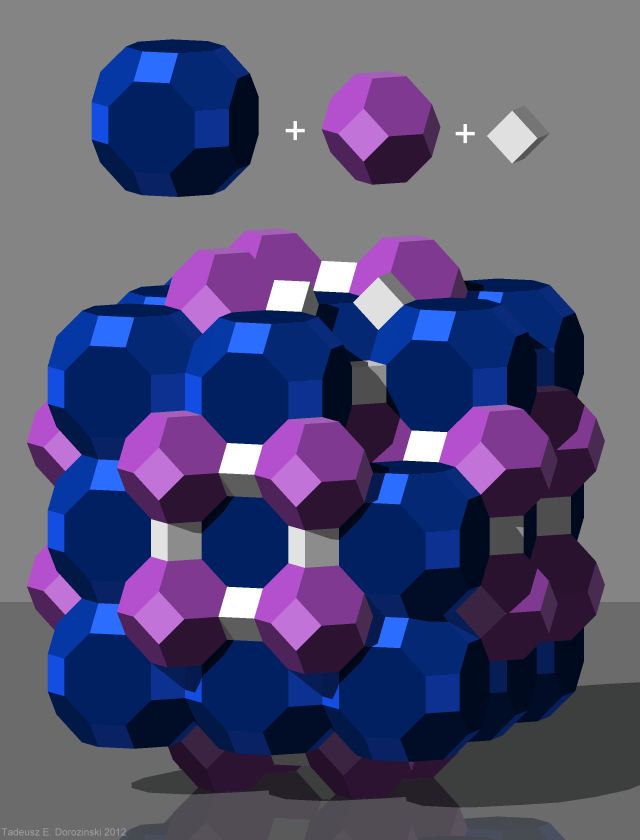
Усечённые кубооктаэдры, усечённые октаэдры и кубы
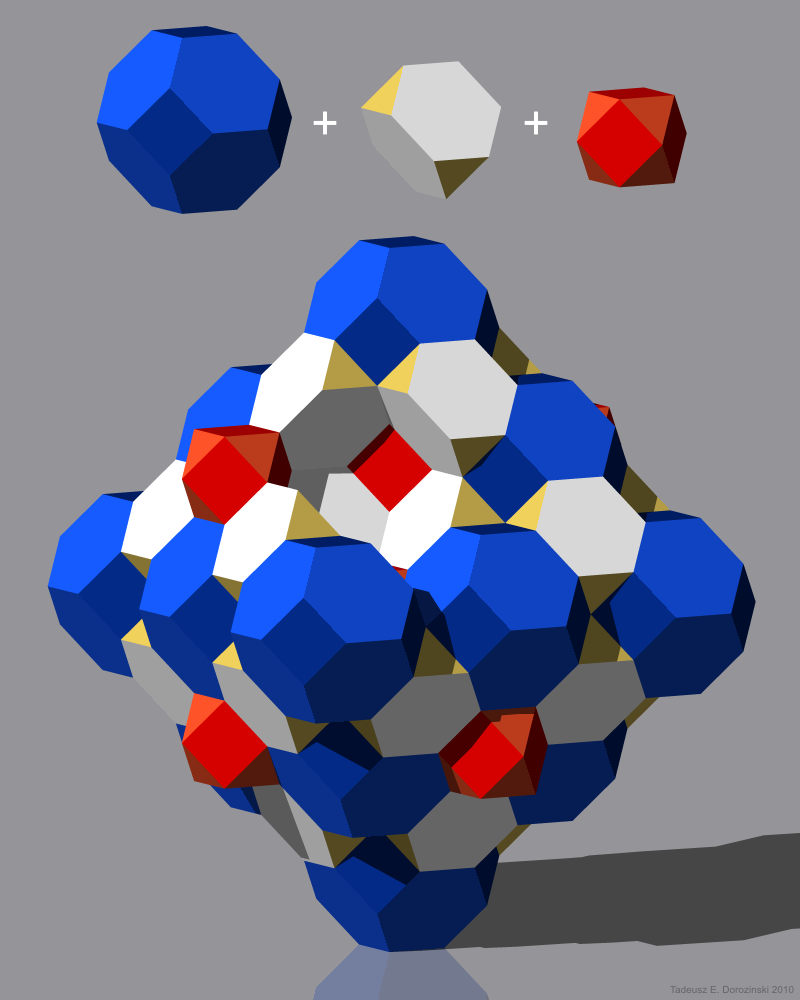
Усечённые октаэдры, усечённые тетраэдры и кубооктаэдры.

## В природе и культуре
Формы, близкие к усечённому октаэдру, встречаются у кристаллов флюорита (плавикового шпата), пирита, в атомных структурах содалита, фожазита.

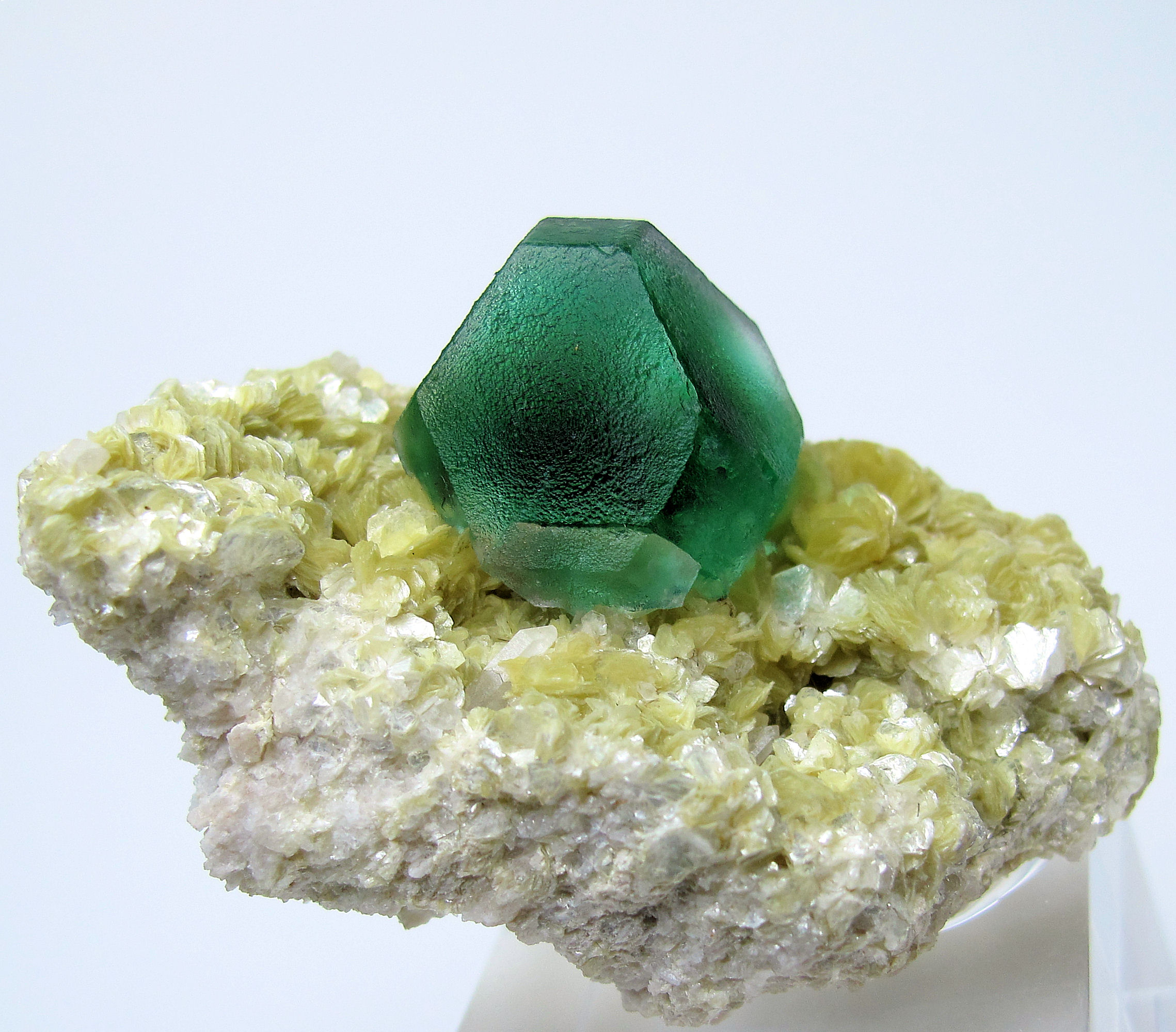
Флюорит
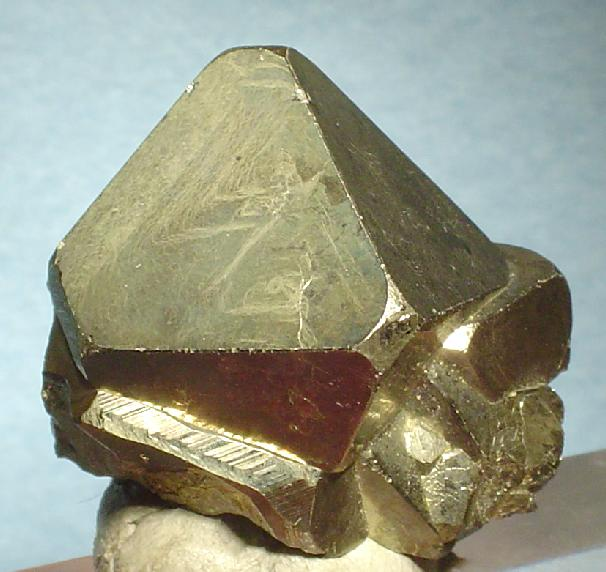
Пирит
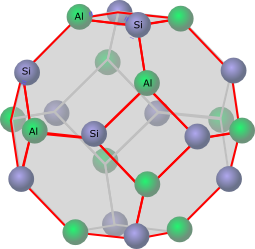
Атомная структура содалита

Ячейка в форме усечённого октаэдра используется при моделировании молекулярной динамики с периодическими граничными условиями для увеличения эффективности вычислений по сравнению с ячейками в форме параллелепипеда.
В виде усечённого октаэдра был выполнен Adidas Teamgeist, официальный мяч чемпионата мира по футболу 2006 года. Это первый подобный мяч чемпионата мира, состоящий из 14 панелей; ранее мячи изготавливались из 32 панелей и напоминали усечённый икосаэдр.

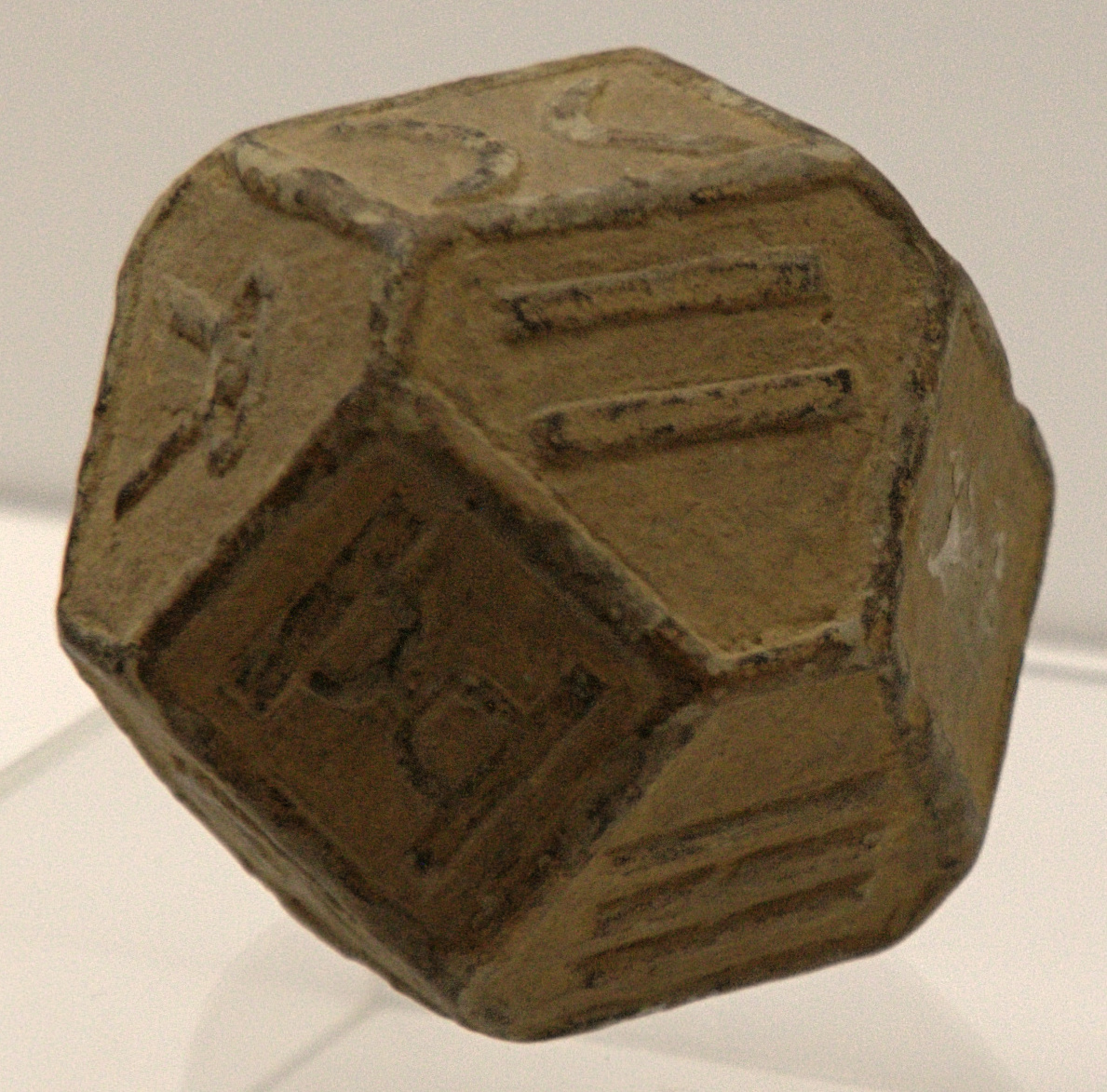
Старинная китайская игральная кость периода Сражающихся царств
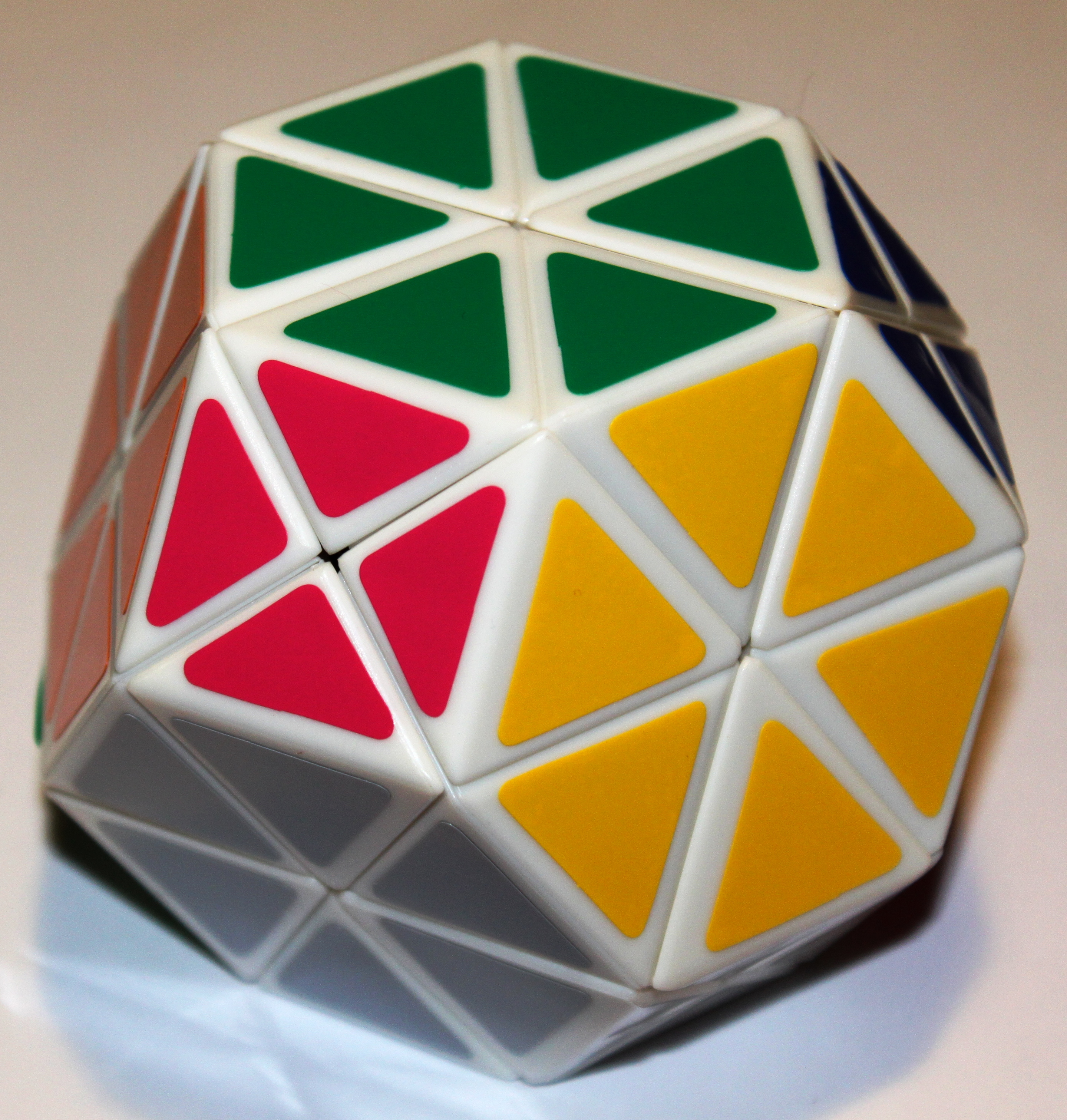
Вариант кубика Рубика
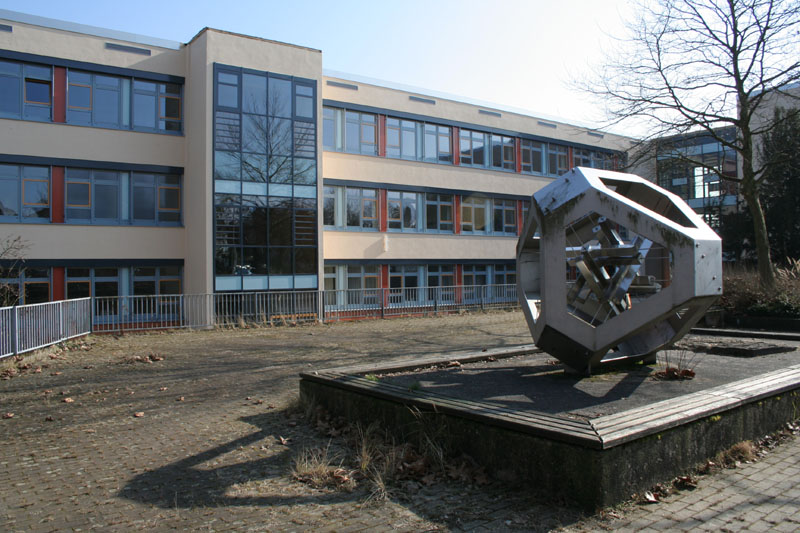
Уличная скульптура в Бонне
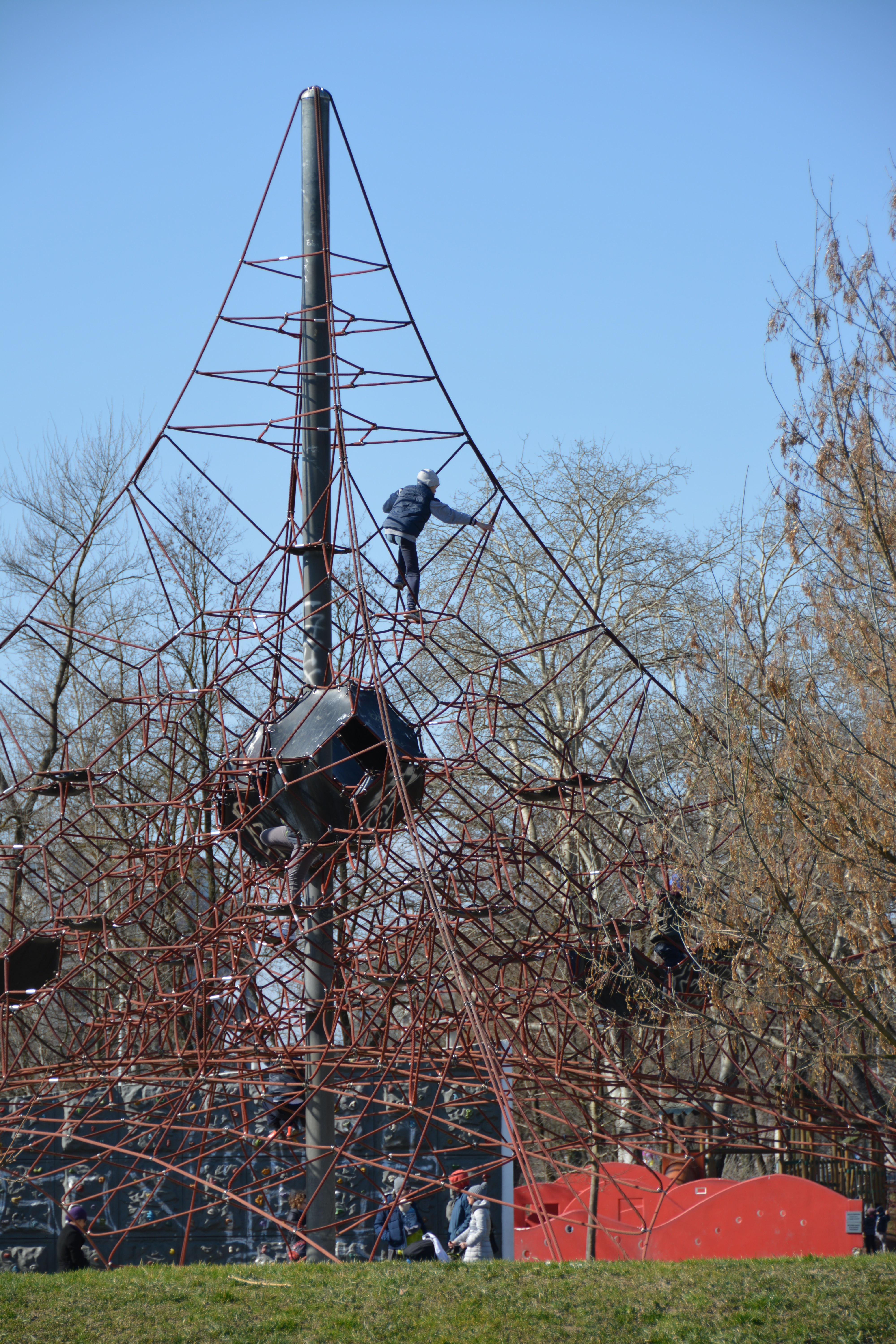
Верёвочный городок в Загребе
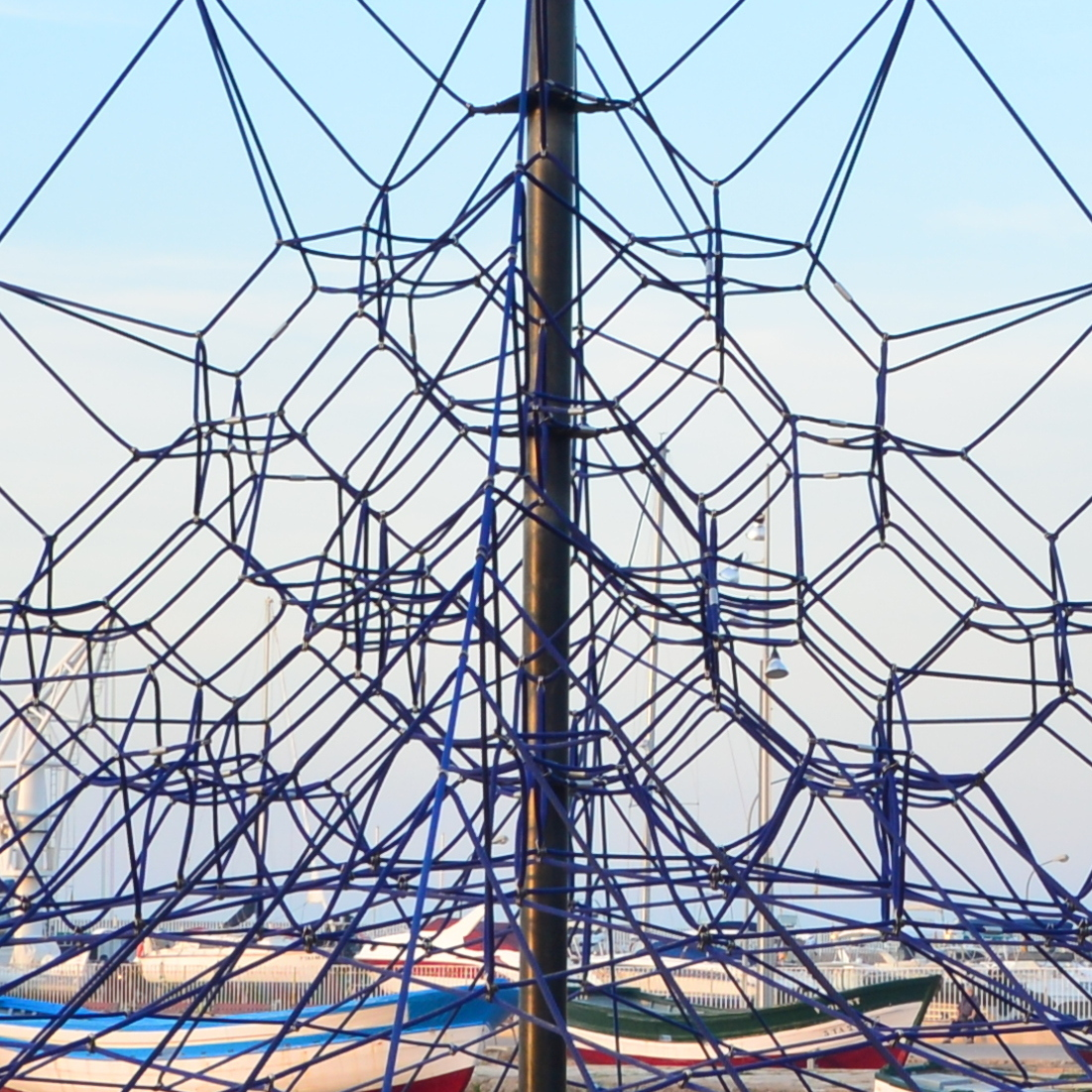
Верёвочный городок в Салоу